# Ne dumaj pro belykh obezjan
Ne dumaj pro belykh obezjan (russisk: Не думай про белых обезьян, da.: Tænk ikke på hvide aber) er en russisk spillefilm fra 2008 instrueret af Jurij Mamin.

## Medvirkende
- Mikhail Tarabukin som Vova
- Katerina Ksenjeva som Dasja
- Aleksej Devottjenko som Gena
- Anvar Libabov som Khu-Pun
- Oleg Basilasjvili